# Peter Hoeltzenbein
Peter Hoeltzenbein (* 7. April 1971 in Münster) ist ein ehemaliger deutscher Ruderer, der 1992 eine olympische Silbermedaille im Zweier ohne Steuermann gewann.

## Karriere und Erfolge
Er wurde vom Sportbund der Stadt Münster beim Ball des Sports 1989, 1991 und 1992 als Sportler des Jahres ausgezeichnet.
1991 wurde Hoeltzenbein zusammen mit Colin von Ettingshausen Dritter bei den Deutschen Meisterschaften. Bei den Ruder-Weltmeisterschaften 1991 erreichten die beiden den Endlauf und belegten den sechsten Platz. Im Jahr darauf gelang den beiden ein starker Saisoneinstieg mit dem Gewinn der Deutschen Meisterschaft in einer Zeit von 6:23 Minuten. Damit reisten die beiden als Mitfavoriten zu den Olympischen Spielen 1992 nach Barcelona. Dort gewannen die Briten Steven Redgrave und Matthew Pinsent Gold in 6:27 Minuten. Hoeltzenbein und von Ettingshausen wurden in 6:32 Minuten Zweite vor den Slowenen Iztok Čop und Denis Žvegelj.
Dafür wurde er am 23. Juni 1993 mit dem Silbernen Lorbeerblatt ausgezeichnet.
1993 rückten Hoeltzenbein und von Ettingshausen in den neu zusammengestellten Deutschland-Achter und wurden mit diesem Boot Weltmeister. 1994 wechselte Hoeltzenbein zurück in den Zweier ohne Steuermann und gewann zusammen mit Thorsten Streppelhoff Silber bei den Weltmeisterschaften. 1995 wechselte Peter Hoeltzenbein für ein Jahr an die University of Cambridge und gewann mit dem Achter von Cambridge im Boat Race. Danach beendete der Jurist seine Ruderlaufbahn. 
Peter Hoeltzenbein ruderte für den RV Münster von 1882.